# Tour des Alpes-Maritimes et du Var 2021
Il Tour des Alpes-Maritimes et du Var, cinquantatreesima edizione della corsa, valida come prova dell'UCI Europe Tour 2021 categoria 2.1, si svolse in tre tappe dal 19 al 21 febbraio 2021 su un percorso totale di 491,7 km con partenza da Biot ed arrivo a Blausasc, in Francia. La vittoria fu appannaggio dell'italiano Gianluca Brambilla, che completò il percorso in 12h51'00", precedendo il canadese Michael Woods e l'olandese Bauke Mollema.
Sul traguardo di Blausasc 117 ciclisti, su 150 partiti da Biot, portarono a termine la competizione.

## Tappe
| Tappa  | Data        | Percorso            | km    | Vincitore di tappa | Leader cl. generale |
| ------ | ----------- | ------------------- | ----- | ------------------ | ------------------- |
| 1ª     | 19 febbraio | Biot > Gourdon      | 186,8 | Bauke Mollema      | Bauke Mollema       |
| 2ª     | 20 febbraio | Fayence > Fayence   | 168,9 | Michael Woods      | Michael Woods       |
| 3ª     | 21 febbraio | Blausasc > Blausasc | 136   | Gianluca Brambilla | Gianluca Brambilla  |
| Totale | Totale      | Totale              | 491,7 |                    |                     |

## Squadre e corridori partecipanti
| N.      | Cod. | Squadra             |
| ------- | ---- | ------------------- |
| 1-7     | ARK  | Team Arkéa-Samsic   |
| 11-17   | ACT  | AG2R Citroën Team   |
| 21-27   | TFS  | Trek-Segafredo      |
| 31-37   | DSM  | Team DSM            |
| 41-47   | GFC  | Groupama-FDJ        |
| 51-57   | COF  | Cofidis             |
| 61-67   | EFN  | EF Education-Nippo  |
| 71-77   | TQA  | Team Qhubeka Assos  |
| 81-87   | IGD  | Ineos Grenadiers    |
| 91-97   | AST  | Astana-Premier Tech |
| 101-107 | UAD  | UAE Team Emirates   |

| N.      | Cod. | Squadra                         |
| ------- | ---- | ------------------------------- |
| 111-117 | ISN  | Israel Start-Up Nation          |
| 121-127 | TDE  | Total Direct Énergie            |
| 131-137 | DKO  | Delko                           |
| 141-147 | BBK  | B&B Hotels                      |
| 151-157 | AFC  | Alpecin-Fenix                   |
| 161-167 | BWB  | Bingoal WB                      |
| 171-177 | BBH  | Burgos-BH                       |
| 181-187 | EKP  | Equipo Kern Pharma              |
| 191-197 | AUB  | St Michel-Auber 93              |
| 201-207 | XRL  | Xelliss-Roubaix Lille Métropole |
| 211-217 | SRA  | Swiss Racing Academy            |

## Dettagli delle tappe

### 1ª tappa
- 19 febbraio: Biot > Gourdon - 186,8 km

Risultati
| Pos. | Corridore         | Squadra  | Tempo    |
| ---- | ----------------- | -------- | -------- |
| 1    | Bauke Mollema     | Trek     | 4h50'20" |
| 2    | Greg Van Avermaet | AG2R     | a 1"     |
| 3    | Valentin Madouas  | Groupama | s.t.     |

| Pos. | Corridore         | Squadra  | Tempo    |
| ---- | ----------------- | -------- | -------- |
| 1    | Bauke Mollema     | Trek     | 4h50'20" |
| 2    | Greg Van Avermaet | AG2R     | a 1"     |
| 3    | Valentin Madouas  | Groupama | s.t.     |

### 2ª tappa
- 20 febbraio: Fayence > Fayence - 168,9 km

Risultati
| Pos. | Corridore        | Squadra | Tempo    |
| ---- | ---------------- | ------- | -------- |
| 1    | Michael Woods    | Israel  | 4h16'54" |
| 2    | Bauke Mollema    | Trek    | a 2"     |
| 3    | Jhonatan Narváez | Ineos   | a 4"     |

| Pos. | Corridore     | Squadra  | Tempo    |
| ---- | ------------- | -------- | -------- |
| 1    | Michael Woods | Israel   | 9h07'15" |
| 2    | Bauke Mollema | Trek     | a 1"     |
| 3    | David Gaudu   | Groupama | a 7"     |

### 3ª tappa
- 21 febbraio: Blausasc > Blausasc - 136 km

Risultati
| Pos. | Corridore          | Squadra | Tempo    |
| ---- | ------------------ | ------- | -------- |
| 1    | Gianluca Brambilla | Trek    | 3h43'32" |
| 2    | T. Geoghegan Hart  | Ineos   | a 13"    |
| 3    | Ben O'Connor       | AG2R    | s.t.     |

| Pos. | Corridore          | Squadra | Tempo     |
| ---- | ------------------ | ------- | --------- |
| 1    | Gianluca Brambilla | Trek    | 12h51'00" |
| 2    | Michael Woods      | Israel  | a 5"      |
| 3    | Bauke Mollema      | Trek    | a 6"      |

## Evoluzione delle classifiche
| Tappa              | Vincitore          | Classifica generale Maglia gialla | Classifica a punti Maglia verde | Classifica scalatori Maglia rossa | Classifica giovani Maglia bianca | Classifica a squadre |
| ------------------ | ------------------ | --------------------------------- | ------------------------------- | --------------------------------- | -------------------------------- | -------------------- |
| 1ª                 | Bauke Mollema      | Bauke Mollema                     | Bauke Mollema                   | Krists Neilands                   | Valentin Madouas                 | Trek-Segafredo       |
| 2ª                 | Michael Woods      | Michael Woods                     | Bauke Mollema                   | Biniam Girmay                     | David Gaudu                      | Trek-Segafredo       |
| 3ª                 | Gianluca Brambilla | Gianluca Brambilla                | Bauke Mollema                   | Martijn Tusveld                   | David Gaudu                      | Groupama-FDJ         |
| Classifiche finali | Classifiche finali | Gianluca Brambilla                | Bauke Mollema                   | Martijn Tusveld                   | David Gaudu                      | Groupama-FDJ         |

Maglie indossate da altri ciclisti in caso di due o più maglie vinte
- Nella 2ª tappa Greg Van Avermaet ha indossato la maglia verde al posto di Bauke Mollema.

## Classifiche finali

### Classifica generale
| Pos. | Corridore         | Squadra  | Tempo     |
| ---- | ----------------- | -------- | --------- |
| 1    | G. Brambilla      | Trek     | 12h51'00" |
| 2    | Michael Woods     | Israel   | a 5"      |
| 3    | Bauke Mollema     | Trek     | a 6"      |
| 4    | Rudy Molard       | Groupama | a 9"      |
| 5    | David Gaudu       | Groupama | a 11"     |
| 6    | Ben O'Connor      | AG2R     | s.t.      |
| 7    | Valentin Madouas  | Groupama | a 13"     |
| 8    | Jakob Fuglsang    | Astana   | a 18"     |
| 9    | Nairo Quintana    | Arkéa    | s.t.      |
| 10   | T. Geoghegan Hart | Ineos    | a 26"     |

### Classifica a punti - Maglia verde
| Pos. | Corridore        | Squadra  | Punti |
| ---- | ---------------- | -------- | ----- |
| 1    | Bauke Mollema    | Trek     | 53    |
| 2    | Michael Woods    | Israel   | 45    |
| 3    | Rudy Molard      | Groupama | 33    |
| 4    | David Gaudu      | Groupama | 29    |
| 5    | Valentin Madouas | Groupama | 28    |

### Classifica scalatori - Maglia rossa
| Pos. | Corridore          | Squadra  | Punti |
| ---- | ------------------ | -------- | ----- |
| 1    | Martijn Tusveld    | DSM      | 25    |
| 2    | Valentin Madouas   | Groupama | 22    |
| 3    | Rudy Molard        | Groupama | 20    |
| 4    | Biniam Girmay      | Delko    | 16    |
| 5    | Gianluca Brambilla | Trek     | 15    |

### Classifica giovani - Maglia bianca
| Pos. | Corridore        | Squadra  | Tempo     |
| ---- | ---------------- | -------- | --------- |
| 1    | David Gaudu      | Groupama | 12h51'12" |
| 2    | Valentin Madouas | Groupama | a 1"      |
| 3    | C. Champoussin   | AG2R     | a 1'26"   |
| 4    | Michael Storer   | DSM      | a 3'30"   |
| 5    | Pavel Sivakov    | Ineos    | a 3'41"   |

### Classifica a squadre
| Pos. | Squadra             | Tempo     |
| ---- | ------------------- | --------- |
| 1    | Groupama-FDJ        | 38h33'35" |
| 2    | Astana-Premier Tech | a 5'34"   |
| 3    | Ineos Grenadiers    | a 7'28"   |
| 4    | Trek-Segafredo      | a 7'50"   |
| 5    | AG2R Citroën Team   | a 11'48"  |